# La Maison assassinée
Pour plus de détails, voir Fiche technique et Distribution.
La Maison assassinée est un film français réalisé par Georges Lautner, sorti en 1988, qui est l'adaptation à l'écran d'un livre de même titre écrit par Pierre Magnan.

## Synopsis
1896, dans les hautes terres sauvages de la Haute-Provence, la famille Monge est sauvagement assassinée par trois inconnus en pleine nuit. Nourrisson seul survivant de ce massacre, Séraphin Monge revient sur les lieux vingt-cinq ans plus tard, à sa démobilisation après la fin de la Grande Guerre. L'image de sa mère morte en essayant de l'atteindre une dernière fois le hante. Il entreprend de détruire sa maison pour retrouver la paix, tout en cherchant à identifier les meurtriers pour venger sa mère. À sa grande surprise, un inconnu le devance sur le chemin de sa vengeance et massacre tous ceux qui semblent posséder une partie du puzzle de la sombre histoire des Monge.

## Fiche technique
- Titre original : La Maison assassinée
- Réalisation : Georges Lautner, assisté de Dominique Brunner
- Scénario : Jacky Cukier et Georges Lautner, d'après le roman du même nom de Pierre Magnan
- Dialogues : Didier van Cauwelaert
- Production : Alain Poiré
- Société de production : Gaumont
- Musique : Philippe Sarde
- Photographie : Yves Rodallec
- Montage : Michelle David
- Décors : Jacques Dugied
- Pays de production :  France
- Langue originale : français
- Format : Couleurs - 1,37:1 - Mono - 35 mm
- Genre : policier et drame
- Durée : 110 minutes
- Date de sortie : 
  - France : 3 février 1988

## Distribution
- Patrick Bruel : Séraphin Monge
- Anne Brochet : Marie Dormeur
- Agnès Blanchot : Rose Pujol
- Ingrid Held : Charmaine Dupin
- Yann Collette : Patrice Dupin
- Jean-Pierre Sentier : Célestat Dormeur
- Roger Jendly : Zorme
- Christian Barbier : Brigue
- Martine Sarcey : Clorinde Dormeur
- Maria Meriko : la Tricanote
- Claude Evrard : Gaspard Dupin
- André Rouyer : Didon Pujol
- Gérard Caillaud : le compagnon à 42 ans
- Jenny Clève : la Grenadière, servante des Dupin
- Yves Vincent : le juge
- Jean-Claude Bourbault : Félicien Monge
- Vincent Vittoz : le compagnon à 18 ans
- Laurent Gendron : le simplet
- Anik Belaubre : la mère Dupin
- Michelle Bonnet : Thérèse Pujol
- Alice Lautner : Marcelle Pujol
- Jean-Luc Porraz : le notaire

## Production

### Lieux de tournage
Le film a été tourné à Forcalquier, dans les Alpes-de-Haute-Provence, ainsi qu'à Sauve, dans le Gard. Les scènes du château ont été tournées au Château de Sauvan sur la commune de Mane.
La Maison est située dans les Rochers des Mourres, sur la route de Fontienne en quittant Forcalquier

## Distinctions
- Nomination au prix du meilleur film lors du Mystfest 1988.
- Nomination au César du meilleur espoir féminin pour Ingrid Held en 1989.